# Acanthodelta violaceofascia
Acanthodelta violaceofascia là một loài bướm đêm trong họ Noctuidae.